# Hernstein
Hernstein – gmina targowa w Austrii, w kraju związkowym Dolna Austria, w powiecie Baden. Liczyła 1 496 mieszkańców (1 stycznia 2014).